# Штейзель, Александра Александровна
Александра Александровна Штейзель (1924—2013) — советская работница сельского хозяйства, птичница совхоза «Комсомолец» Кунгурского района Пермской области.

## Биография
Родилась 6 января 1924 года в деревне Маянкем Александров-Гайского района Саратовской области. После окончания семилетки работала в колхозе, затем в одном из леспромхозов Чувашии.
В 1954 году переехала в деревню Бараново, поселок Комсомольский Кунгурского района Пермского края. В 1958 году поступила работать на птицефабрику «Комсомольская». Освоила профессию птичницы, всегда трудилась с отличными производственными показателями. Со временем птицефабрика разрасталась. В 1964 году Штейзель одна обслуживала уже около 5 тысяч кур и получила от них 1 миллион яиц. Это был рекорд для Пермской области.
Указом Президиума Верховного Совета СССР от 22 марта 1966 года за достигнутые успехи в развитии животноводства, увеличении производства и заготовок мяса, молока, яиц, шерсти и другой продукции Штейзель Александре Александровне присвоено звание Героя Социалистического Труда с вручением ордена Ленина и золотой медали «Серп и Молот».
А. А. Штейзель — мастер-животновод 1-го класса. Была участницей Всесоюзной выставки достижений народного хозяйства, награждена бронзовыми медалями ВДНХ. Работал на птицефабрике «Комсомольская».
Живла в поселке Комсомольский. Умерла в 2013 году.
Награждена орденом Ленина, медалями.
В МБУ «Кунгурский городской архив» имеются документы, относящиеся к А. А. Штейзель.